# Cud lubelski

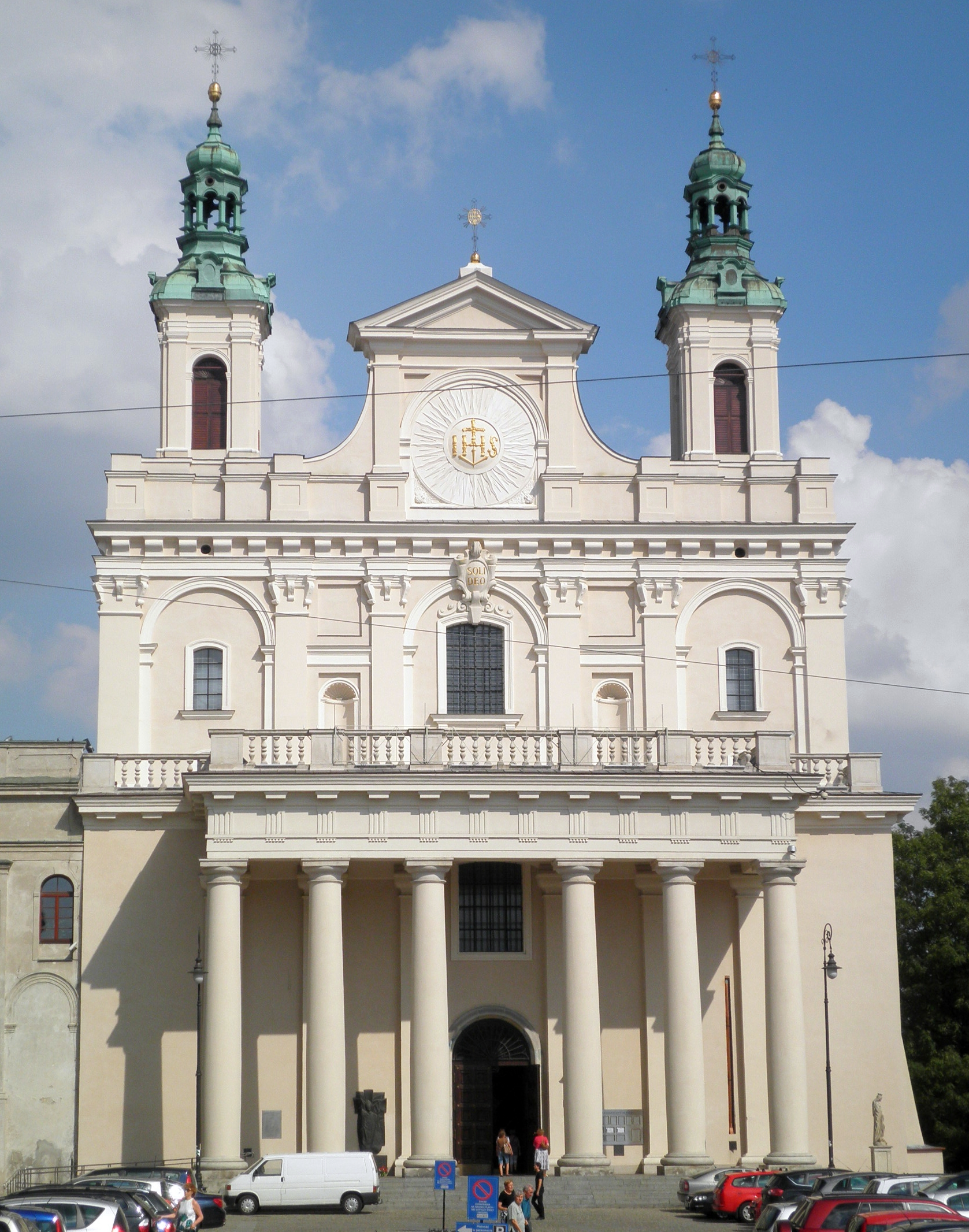
Front lubelskiej katedry

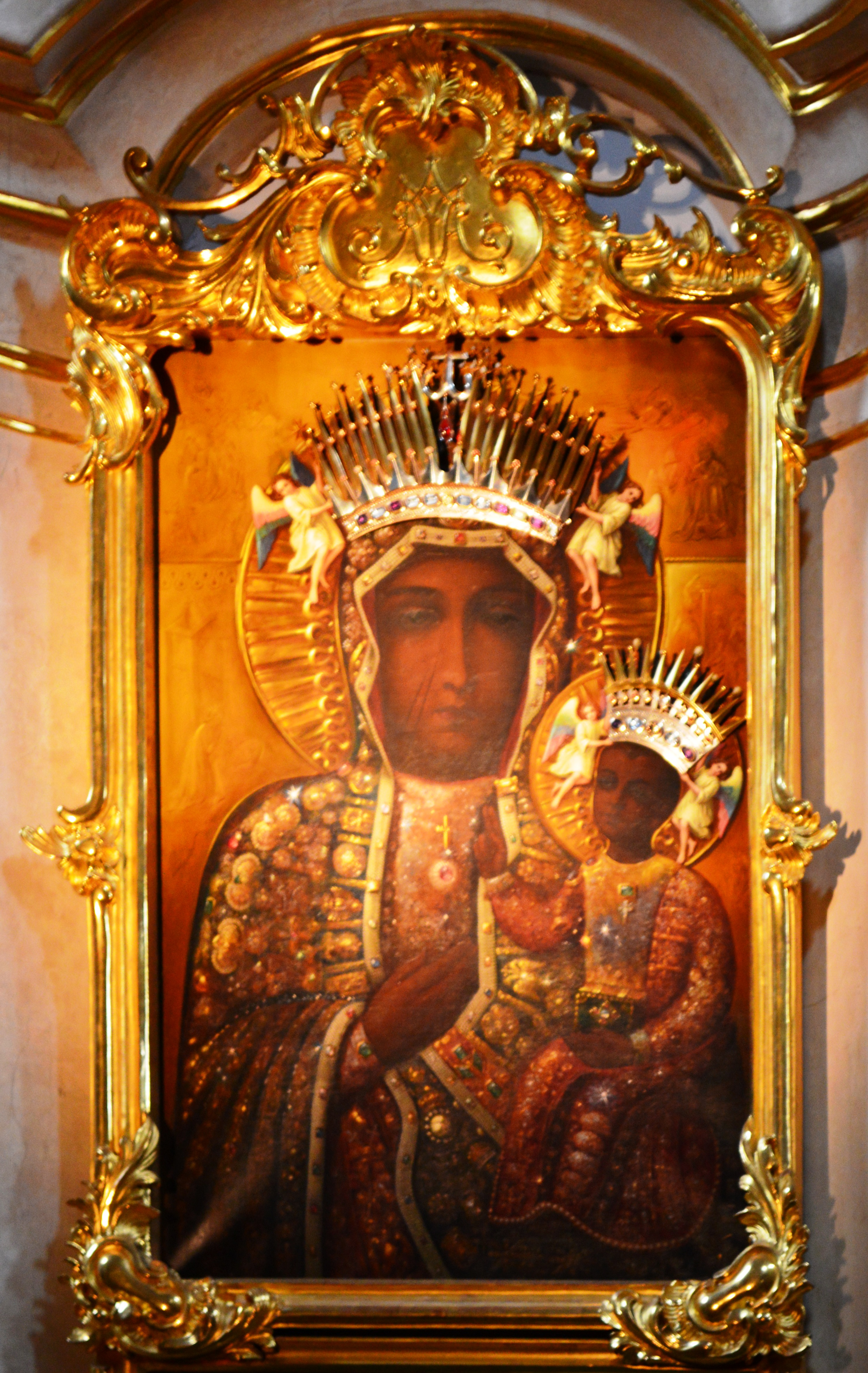
Obraz Matki Bożej Płaczącej (kopia obrazu Matki Boskiej Częstochowskiej)

Cud lubelski – wydarzenie, które miało miejsce w lubelskiej katedrze 3 lipca 1949 roku, gdy na obrazie Matki Boskiej Częstochowskiej wierni zobaczyli łzy kapiące z policzka na obrazie na ziemię.

## Opis zdarzeń
Wydarzenie miało miejsce w niedzielę 3 lipca 1949 roku około godz. 13, pod koniec Mszy południowej, prawdopodobnie podczas odczytywania odnowienia aktu poświęcenia diecezji Niepokalanemu Sercu Maryi. Pierwszą osobą, która miała dostrzec kroplę (uznaną za krwawą łzę) na prawym policzku Maryi, była siostra Stanisława Sadkowska (imię zakonne Barbara). Wezwała kościelnego Józefa Wójtowicza, żeby upewnić się, że na obrazie ukazał się cud. Następnie kościelny poinformował księdza Tadeusza Malca. Wierni szybko rozesłali wiadomość o cudzie po Lublinie. Do katedry przybywało coraz więcej osób. W celu zapewnienia porządku w kościele, miejscowi kościelni zorganizowali służbę porządkową oznaczoną biało-żółtymi opaskami na rękawach, prześmiewczo nazywaną przez organy władzy "gwardią papieską".
Następnego dnia w stronę katedry zmierzali pielgrzymi. Do 10 lipca do katedry przybyło ok. 38 tys. pielgrzymów. Biskup lubelski Piotr Kałwa powołał komisję mającą zbadać obraz. W jej skład wchodzili m.in. chemik, lekarz, malarka, prawnik i księża. Kierownik laboratorium analitycznego Akademii Medycznej w Lublinie dr Zygmunt Dambek stwierdził, że ciecz nie była ani krwią, ani łzami, oraz że Komisja nie jest w stanie ustalić przyczyn powstania zjawiska.
10 lipca na Lubelszczyźnie odczytano list pasterski biskupa Piotra Kałwy. Biskup uznał, że nie powinno uznawać się zjawiska w katedrze za nadprzyrodzonego i cudownego, a wierni mieli zaprzestać organizowania pielgrzymek. W prasie ukazał się fragment owego listu. Księża na Lubelszczyźnie mieli podzielone stanowisko co do opublikowanego w prasie listu. Większość osób potraktowało list biskupa Kałwy jako napisany w wyniku nacisków władzy państwowej.

## Działania komunistów
Po ukazaniu się łez na obrazie PZPR zdecydowała się zbadać sprawę w Lublinie. Aby zlikwidować zgromadzenia, władze zdecydowały się na zamknięcie dróg dojazdowych do Lublina, nie wypuszczono przyjezdnych do miasta, nie sprzedawano biletów kolejowych do Lublina oraz sprowadzono oddziały Korpusu Bezpieczeństwa Wewnętrznego.
13 lipca w „Sztandarze Ludu” ukazał się pierwszy artykuł o wydarzeniach w katedrze. Dziennik głosił, że 3 lipca w Lublinie pojawiła się fala plotek o dostrzeżeniu łez na wizerunku Matki Boskiej w katedrze i pojawieniu się „cudownych uzdrowień”. 16 lipca w „Trybunie Ludu” ukazał się artykuł Skończyć z haniebnym widowiskiem – wołają lubelscy robotnicy, a 19 lipca w gazecie pojawił się tekst zatytułowany Społeczeństwo Lubelszczyzny domaga się ukarania sprawców zajść przed katedrą.

## Panika z 13 lipca
13 lipca przed katedrą zginęła Helena Rabczuk, a 19 osób zostało rannych. W nadzwyczajnym dodatku do „Sztandaru Ludu” ukazała się informacja, że w wyniku obalenia drewnianej bariery przez tłum wiernych wybuchła panika. Zdezorientowany tłum zadusił Rabczuk. Władza wykorzystała śmierć Rabczuk do zaatakowania kleru i wiernych. Pomimo śledztwa nie udało się ustalić winnych. Wydarzenie to wykorzystał Komitet Centralny PZPR, by oskarżyć „organizatorów cudu” o sprowokowanie całego zajścia. Oficjalnie oskarżono księży i pielgrzymów za śmierć 21-latki.
Wiele osób twierdziło, że Helena Rabczuk została stratowana w wyniku prowokacji Urzędu Bezpieczeństwa (UB). Niektórzy świadkowie twierdzili, że jacyś mężczyźni celowo zabili Rabczuk. W filmie dokumentalnym z serii Z archiwum IPN przedstawiono hipotezę, według której agent UB lub ktoś zwerbowany przez tajną policję zabił Rabczuk, zrzucając z rusztowania cegłę lub deskę. Sugerowano też, że Rabczuk zabił młody człowiek, który podskoczył i uderzył ją kastetem. Po trafieniu ją w ramię, a następnie w głowę, towarzyszące mu osoby zaczęły krzyczeć, że wali się mur katedry, powodując tym samym zamieszanie.

## Starcia z 17 lipca

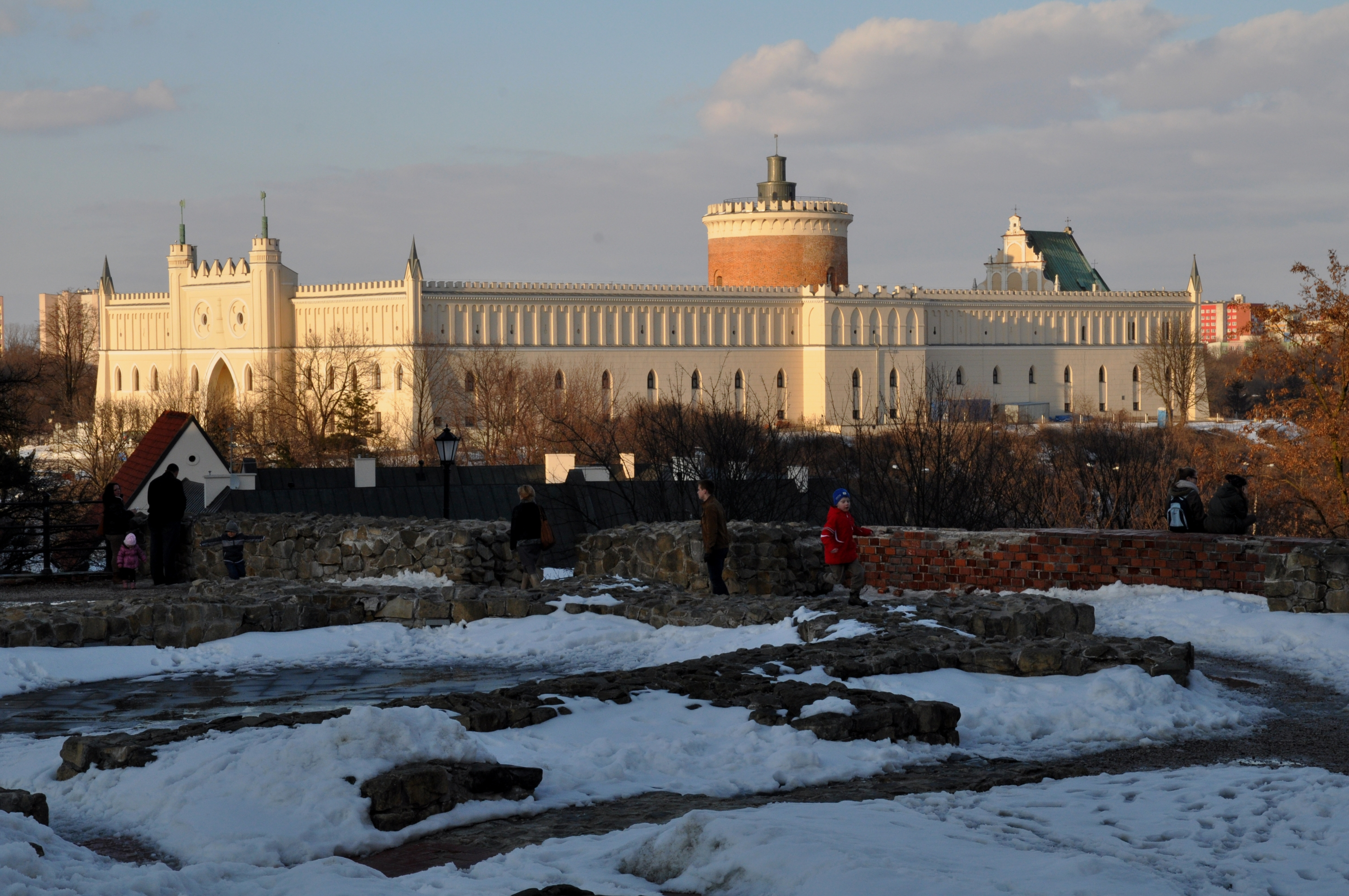
Zamek w Lublinie

17 lipca na placu Litewskim miała miejsce prowokacja władz. Podczas odbywającej się mszy świętej w kościele oo. Kapucynów nadawano antykościelne przemówienia. W stronę kościoła ruszył pochód. W pochodzie wzięli udział pracownicy lubelskich zakładów, zmuszeni do wzięcia udziału w marszu pod groźbą utraty pracy. Według „Biuletynu Informacyjnego PZPR” w pochodzie wzięło udział ok. 20–25 tys. osób. Według relacji osób uczestniczących w nabożeństwie, w pochodzie szły połączone siły Milicji Obywatelskiej, UB i Korpusu Bezpieczeństwa Wewnętrznego ubrani w stroje cywilne. Uczestnicy mszy wychodząc z kościoła wznosili antykomunistyczne hasła. Na placu doszło do starcia pomiędzy uczestnikami mszy, a milicjantami i przedstawicielami UB. W dniach 10–17 lipca aresztowano pół tysiąca osób.
20 sierpnia odbyła się pierwsza rozprawa dotycząca zdarzeń z 17 lipca. Piętnastu oskarżonych otrzymało wyroki od dziesięciu miesięcy do dwóch lat pozbawienia wolności. Procesy odbywały się przez kolejne dziesięć miesięcy. Większość oskarżonych przebywało w areszcie przez kilka miesięcy. 50 osób skazano prawomocnym wyrokiem sądu. Osoby zwolnione z aresztu musiały co jakiś czas meldować się w UB. Oskarżeni studenci nie mogli wrócić na studia, a osoby, które wróciły do pracy, nie miały prawa do awansu i podwyżek. Represje skończyły się w 1956 roku w wyniku odwilży politycznej.
Zatrzymano również księży Tadeusza Malca i Władysława Forkiewicza i dwóch kościelnych. Proces z lipca 1950 roku odroczono po pierwszym dniu i nigdy go nie wznowiono. Na skutek interwencji prymasa Stefana Wyszyńskiego aresztowani księża wyszli na wolność. Proces formalnie umorzono w 1958 roku. 
UB zakładał zatrzymanym specjalne teczki, w których znajdowały się informacje dotyczące rodziny, miejsca pracy lub nauki, wykształcenia, działalności publicznej przed wybuchem II wojny światowej, aktualnej przynależności partyjnej i okoliczności zatrzymania. Zatrzymani byli brutalnie przesłuchiwani i przechodzili ścieżki zdrowia. Umieszczano ich w więzieniu na Zamku Lubelskim i przetrzymywano od kilku tygodniu do kilkunastu miesięcy. W więzieniu przebywali w warunkach gorszych niż więźniowie skazani za przestępstwa kryminalne.
Pod naciskiem władz biskup Piotr Kałwa zamknął katedrę na czas od 18 do 23 sierpnia. W kraju miała miejsca „kampania antycudowa”, realizowana przez funkcjonariuszy UB, członków Polskiej Zjednoczonej Partii Robotniczej i pracowników administracji państwowej: na zwoływanych masówkach wygłaszano prelekcje i odczyty kpiące z wydarzeń w Lublinie i potępiano rzekomych prowokatorów. Na Pomorzu Zachodnim przeprowadzono 1092 zebrania, w których wzięło udział 56 453 osoby, z czego 3871 zabrało głos w dyskusji.
W dniach 3-28 lipca 1949 roku Wydział V Wojewódzkiego Urzędu Bezpieczeństwa Publicznego w Lublinie zanotowała 114 wydarzeń uznawanych przez lud za cuda.

## Następstwa
Miejscowe duchowieństwo i wierni pielęgnują pamięć o wydarzeniach z lipca 1949 roku. 26 czerwca 1988 roku obraz Matki Boskiej za zgodą Watykanu  ukoronował  kardynał Józef Glemp.